# Eugeniusz Mąka
Eugeniusz Mąka (ur. 12 października 1943 w Derewicznej) – polski robotnik i polityk, poseł na Sejm PRL VIII kadencji.

## Życiorys
Syn Stanisława i Heleny. Uzyskał wykształcenie średnie zawodowe. Należał do Związku Młodzieży Socjalistycznej, Związku Zawodowego Metalowców i od 19 marca 1963 do Polskiej Zjednoczonej Partii Robotniczej. W latach 1963–1983 i 1988–1989 pracował na różnych stanowiskach w Fabryce Łożysk Tocznych w Kraśniku. Od 1972 do 1979 był I sekretarzem tamtejszej Oddziałowej Organizacji Partyjnej PZPR. Od 1975 zasiadał ponadto w Komitecie Zakładowym partii w tej fabryce, a od 1977 w jego egzekutywie. W latach 1975–1981 był też członkiem Komitetu Wojewódzkiego PZPR w Lublinie. Od 1980 do 1985 pełnił mandat posła na Sejm PRL VIII kadencji w okręgu Puławy, zasiadając w Komisji Oświaty i Wychowania oraz w Komisji Planu Gospodarczego, Budżetu i Finansów. W latach 1981–1983 był członkiem Wojewódzkiej Komisji Kontroli Partyjnej w Lublinie, a od listopada 1986 do lipca 1988 oraz od maja 1989 do stycznia 1990 pełnił funkcję sekretarza KZ PZPR w kraśnickiej fabryce. W 1988 ukończył Międzywojewódzką Szkołę Partyjną w Łodzi. Z listy SLD-UP w 2002 uzyskał mandat radnego miasta Kraśnik. W 2006 (otwierając listę LiD) i 2010 (z ramienia lokalnego komitetu, z poparciem SLD) bez powodzenia kandydował ponownie do rady miasta. W 2014 bezskutecznie ubiegał się o mandat w radzie powiatu kraśnickiego z listy SLD Lewica Razem.